# ابوالقاسم شابی
ابوالقاسم شابی (۲۴ فوریه ،۱۹۰۹– ۹ اکتبر ۱۹۳۴) شاعر عربی تونسی بود. برای گرایش به نوگرایی شعری در سراسر جهان عرب آوازه گرفت. در ۲۵ سالگی سل گرفت و درگذشت.